# ويليام أش
ويليام أش (بالإنجليزية: William Ash)‏ هو ممثل بريطاني، ولد في 13 يناير 1977 في شاديرتون في المملكة المتحدة.

## وصلات خارجية
- ويليام أش على موقع IMDb (الإنجليزية)
- ويليام أش على موقع قاعدة بيانات الفيلم (الإنجليزية)